# Vit grynskivling
Vit grynskivling (Cystodermella ambrosii) är en svampart som först beskrevs av Giacopo Bresàdola, och fick sitt nu gällande namn av Harmaja 2002. Cystodermella ambrosii ingår i släktet Cystodermella och familjen Agaricaceae. Inga underarter finns listade i Catalogue of Life.